# Велика Кладуша
Велика Кладуша је град и сједиште истоимене општине на крајњем сјеверозападу Босне и Херцеговине. Према прелиминарним подацима пописа становништва 2013. године, у Великој Кладуши је пописано 5.009 лица.

## Историја

### Други свјетски рат
Крајем јуна 1941. године усташе су похапсиле много Срба у селима Маљевцу и Цетинграду, срез Слуњ, у Широкој Рјеци и свим осталим селима општине Крстиње, срез Војнић. Довезли су их камионима у Велику Кладушу и у православној цркви поклали ножевима.
Само из села Маљевца једном су поубијали чекићем у главу око 400 жена и деце.
У мучењу и убијању деце усташе су имале своје нарочите методе као и код људи и жена. У Цетинграду срез Слуњ, један очевидац овако описује страдање српске деце и њихових родитеља. „Усташе су похватале неколико стотина жена, деце и стараца и одвели их у Велику Кладушу. Ту су их затворили у цркву и тукли маљевима и кундацима. Када се спустила ноћ одвели су их у ровове и поубијали. Жене и децу нису убијали из пушака, него су их клали ножевима и притукли маљевима. Најпре су поубијали децу пред очима матера, а затим мајке. У близини тих ровова нашли су се неки људи и жене скривени у кућама. Они су чули ужасан јаук и врисак деце и жена, док су их усташе бацале у ровове, чули су се повици деце како моле мајке да се мало одмакну, јер им је тесно. Неку су децу засули живу кречом па онда земљом.
Стеван и Јован Мијатовић причају како су „виђали малу децу живу затрпану камењем, затим у повоју без главе, бачену поред пута, а није редак случај да су малу децу набијали на колац“.
Црква у Великој Кладуши служила је једно време за затвор Срба. Тако су усташе једном дотерале у цркву око 40 Срба са женама и децом из села Крстиња, срез Војнић ту су их мучили 4 дана, па их одатле одвели у село Мехино Стијење и побили.

### Након Другог свјетског рата
У Великој Кладуши је 16. септембра 1990. године одржан највећи скуп босанских муслимана са око 300.000 присутних. Био је то оснивачки скуп странке СДА у том крају. Присутнима се обратио Фикрет Абдић, успешан привредник из социјалистичког доба, директор Агрокомерца.
Током рата, Велика Кладуша је била главни град Аутономне Покрајине Западна Босна.

## Насеља
- Босанска Бојна
- Буковље (Велика Кладуша)
- Грабовац (Велика Кладуша)
- Глиница (Велика Кладуша)

## Становништво
|                      | 2013.          | 1991.           | 1981.           | 1971.           | 1961.          |
| Укупно               | 4 520 (100,0%) | 6 902 (100,0%)  | 5 206 (100,0%)  | 2 831 (100,0%)  | 1 034 (100,0%) |
| Бошњаци              | 3 412 (75,49%) | 5 391 (78,11%)1 | 3 823 (73,43%)1 | 2 343 (82,76%)1 | 659 (63,73%)1  |
| Босанци              | 580 (12,83%)   | –               | –               | –               | –              |
| Муслимани            | 163 (3,606%)   | –               | –               | –               | –              |
| Хрвати               | 140 (3,097%)   | 186 (2,695%)    | 202 (3,880%)    | 131 (4,627%)    | 117 (11,32%)   |
| Неизјашњени          | 95 (2,102%)    | –               | –               | –               | –              |
| Босанци и Херцеговци | 42 (0,929%)    | –               | –               | –               | –              |
| Срби                 | 39 (0,863%)    | 540 (7,824%)    | 515 (9,892%)    | 226 (7,983%)    | 235 (22,73%)   |
| Албанци              | 22 (0,487%)    | –               | 12 (0,231%)     | 20 (0,706%)     | 5 (0,484%)     |
| Остали               | 15 (0,332%)    | 199 (2,883%)    | 44 (0,845%)     | 38 (1,342%)     | 1 (0,097%)     |
| Југословени          | 6 (0,133%)     | 586 (8,490%)    | 598 (11,49%)    | 68 (2,402%)     | 11 (1,064%)    |
| Непознато            | 5 (0,111%)     | –               | –               | –               | –              |
| Словенци             | 1 (0,022%)     | –               | 4 (0,077%)      | 3 (0,106%)      | –              |
| Црногорци            | –              | –               | 6 (0,115%)      | 2 (0,071%)      | 3 (0,290%)     |
| Македонци            | –              | –               | 2 (0,038%)      | –               | 3 (0,290%)     |

1. 1 На пописима од 1971. до 1991. Бошњаци су пописивани углавном као Муслимани.

## Образовање
- Основне школе: 10 централних основних школа, 21 четвороразредна школа, ученика 5578, запослених у основним школама: 382 укупно.
- Средње школе: једна општа гимназија, двије средње мјешовите школе, укупно ученика 2.224, 142 запослених у средњим школама.

## Здравство
- Здравствена установа Дом здравља Велика Кладуша са 7 здравствених амбуланти, има укупно 172 запослена, од којих је 27 доктора медицине и стоматолога, док је 11 виших и 75 медицинских техничара.
- Социјална заштита: Јавна установа Центар за социјални рад Велика Кладуша, запослено 2 социјална радника, један психолог, један правник.